# Waveland (Misisipi)
Waveland es una ciudad del Condado de Hancock, Misisipi, Estados Unidos. Según el censo de 2000 tenía una población de 6.674 habitantes y una densidad de población de 378.4 hab/km².

## Demografía
Según el censo de 2000, había 6.674 personas, 2.731 hogares y 1.783 familias residiendo en la localidad. La densidad de población era de 378,4 hab./km². Había 3.442 viviendas con una densidad media de 195,1 viviendas/km². El 85,38% de los habitantes eran blancos, el 11,21% afroamericanos, el 0,49% amerindios, el 1,50% asiáticos, el 0,03% isleños del Pacífico, el 0,49% de otras razas y el 0,90% pertenecía a dos o más razas. El 2,02% de la población eran hispanos o latinos de cualquier raza.
Según el censo, de los 2.731 hogares en el 31,4% había menores de 18 años, el 46,6% pertenecía a parejas casadas, el 14,8% tenía a una mujer como cabeza de familia, y el 34,7% no eran familias. El 29,1% de los hogares estaba compuesto por un único individuo, y el 11,7% pertenecía a alguien mayor de 65 años viviendo solo. El tamaño promedio de los hogares era de 2,43 personas y el de las familias de 3,01.
La población estaba distribuida en un 26,0% de habitantes menores de 18 años, un 7,5% entre 18 y 24 años, un 28,3% de 25 a 44, un 23,9% de 45 a 64, y un 14,2% de 65 años o mayores. La media de edad era 38 años. Por cada 100 mujeres había 89,9 hombres. Por cada 100 mujeres de 18 años o más, había 84,3 hombres.
Los ingresos medios por hogar en la localidad eran de 33.304 dólares ($), y los ingresos medios por familia eran 38.438 $. Los hombres tenían unos ingresos medios de 29.762 $ frente a los 21.694 $ para las mujeres. La renta per cápita para la ciudad era de 16.413 $. El 13,7% de la población y el 11,6% de las familias estaban por debajo del umbral de pobreza. El 15,6% de los menores de 18 años y el 11,7% de los habitantes de 65 años o más vivían por debajo del umbral de pobreza.

## Geografía
Según la Oficina del Censo de los Estados Unidos, la localidad tiene un área total de 17,6 km², todos ellos correspondientes a tierra firme.